# Utahita
La utahita és un mineral secundari extremadament rar de coure, zinc i tel·luri que es troba com a producte d'oxidació. La seva fórmula química és: MgCu2+
4Zn₂Te6+
3O14(OH)₄·6H₂O.
Es va descriure per primer cop l'any 1997 a la mina Eureka, al comtat de Juab, a Utah, EUA, que actualment és la seva localitat tipus. El lloc ones va descobrir era una escombrera d'un dipòsit hidrotermal, junt amb cesbronita i quars. També se n'ha trobat a la mina Empire a Arizona. L'any 2020 va ser redefinida la seva fórmula a l'actual.
Segons la classificació de Nickel-Strunz, la utahita pertany a «07.DE: Sulfats (selenats, etc.) amb anions addicionals, amb H₂O, amb cations de mida mitjana només; sense classificar» juntament amb els següents minerals: mangazeïta, carbonatocianotriquita, cianotriquita, schwertmannita, tlalocita, coquandita, osakaïta, wilcoxita, stanleyita, mcalpineïta, hidrobasaluminita, volaschioita, zaherita, lautenthalita i camerolaïta.